# Coryne aquatica
Coryne aquatica är en svamp som beskrevs av George Edward Massee och Charles Crossland 1904. Arten ingår i släktet Coryne och familjen Helotiaceae. Inga underarter finns listade i Catalogue of Life.